# Campeonato Mato-Grossense de Futebol de 2008
O Campeonato Mato-Grossense de Futebol de 2008 foi realizado entre 24 de janeiro e 4 de maio de 2008 e reuniu vinte equipes.

## Formato
As vinte equipes foram divididas em quatro grupos (A, B, C e D) de cinco equipes cada. Jogaram em ida e volta, todos contra todos, dentro dos próprios grupos. Os três primeiros de cada grupo foram a segunda fase, com três grupos (E, F e G) de quatro equipes cada, que jogaram em turno e returno, todos contra todos, dentro de cada grupo. Os primeiros colocados de cada grupo e os dois melhores segundos colocados se classificaram para a terceira fase.
As demais equipes da primeira fase (4º e 5º lugares) foram para a repescagem, divididos em quatro grupos (H, I, J e K) de duas equipes cada. Jogaram em ida e volta, dentro de cada grupo, todos contra todos. Os vencedores de cada grupo, fizeram as semifinais (grupos L e M) também jogos de ida e volta. Os vencedores (grupo N) se enfrentaram em jogos de ida e volta. O vencedor foi classificado para a terceira fase. As quatro equipes da repescagem não classificadas para as semifinais (Ação, Nova Xavantina, Parecis e Primavera) foram rebaixadas para a segunda divisão de 2009.
Na terceira fase, as seis equipes foram divididas em dois grupos (O e P) de três equipes cada. Novamente disputada em partidas de ida e volta, mas contra as equipes do outro grupo. As equipes campeãs de cada grupo se classificaram para a final do campeonato, também disputada em partidas de ida e volta.

### Critérios de desempate
Os critério de desempate foram aplicados na seguinte ordem:
1. Maior número de vitórias
2. Maior saldo de gols
3. Maior número de gols pró (marcados)
4. Número de pontos no confronto direto
5. Saldo de gols no confronto direto
6. Sorteio